# Krzywoprzysięstwo
Krzywoprzysięstwo (zwane też fałszywymi zeznaniami) – przestępstwo skierowane przeciwko wymiarowi sprawiedliwości, polegające na zeznawaniu nieprawdy lub zatajaniu prawdy przy składaniu zeznań mających służyć za dowód w postępowaniu sądowym lub w innym postępowaniu prowadzonym na podstawie ustawy (art. 233 § 1 k.k.).
Przestępstwo stanowi występek zagrożony karą pozbawienia wolności od 6 miesięcy do 8 lat (do 2015 r. do 3 lat).
Warunkiem odpowiedzialności za składanie fałszywych zeznań jest, aby przyjmujący zeznanie, działając w zakresie swoich uprawnień, uprzedził zeznającego o odpowiedzialności karnej za fałszywe zeznanie lub odebrał od niego przyrzeczenie (art. 233 § 2 k.k.).
Nie podlega karze za krzywoprzysięstwo ten kto, nie wiedząc o prawie odmowy zeznania lub odpowiedzi na pytania, składa fałszywe zeznanie z obawy przed odpowiedzialnością karną grożącą jemu samemu lub jego najbliższym (czyn określony w § 1a) (art. 233 § 3 k.k.).
Sąd może zastosować nadzwyczajne złagodzenie kary, a nawet odstąpić od jej wymierzenia, jeżeli (art. 233 § 5 k.k.):
- fałszywe zeznanie dotyczy okoliczności niemogących mieć wpływu na rozstrzygnięcie sprawy,
- sprawca dobrowolnie sprostuje fałszywe zeznanie zanim nastąpi, chociażby nieprawomocne, rozstrzygnięcie sprawy.

Nie działa bezprawnie świadek, który mimo pouczenia o prawie odmowy odpowiedzi na pytania (art. 183 § 1 k.p.k.), zeznaje fałszywie z obawy przed grożącą mu odpowiedzialnością karną, jeżeli zebrany w sprawie materiał dowodowy dostatecznie uzasadnił popełnienie przez niego przestępstwa. Wtedy bowiem obowiązkiem organu procesowego jest przesłuchanie takiej osoby w charakterze podejrzanego ze wszelkimi związanymi z tym gwarancjami procesowymi, w tym i prawem do odmowy składania wyjaśnień, które nie przysługuje świadkowi składającemu zeznania.
Przepisy dotyczące krzywoprzysięstwa (art. 233 § 1-3 oraz 5 k.k.) stosuje się odpowiednio do osoby, która składa fałszywe oświadczenie, jeżeli przepis ustawy przewiduje możliwość odebrania oświadczenia pod rygorem odpowiedzialności karnej.